# Buse Kayacan
Buse Kayacan (15 de julho de 1992) é uma voleibolista profissional turco, jogando na posição de Líbero.

## Títulos
Clubes
Supercopa Turca:
- 2011, 2012

Copa da Turquia:
- 2012

Campeonato Turco:
- 2012
- 2013
- 2014

Seleção principal
Liga Europeia:
- 2015